# Mega64

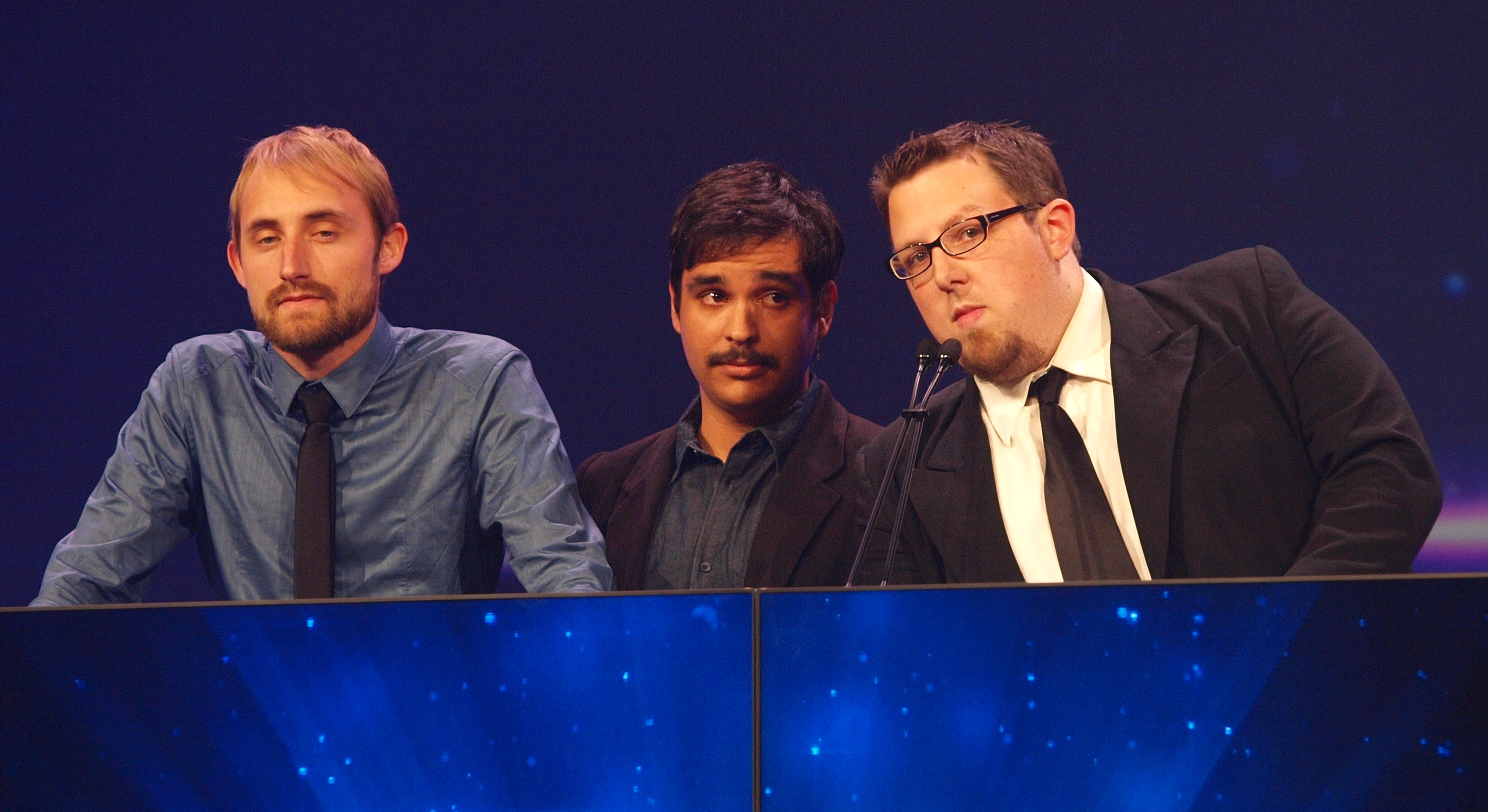

Mega64(メガ64) は、ビデオゲーム周りを中心に紹介する、英国チャンネル4のTrigger Happy TV(w:Trigger Happy TV)の低予算テレビ番組である。
テレビゲームのシーンを、街の中で再現する。

## 前述
設定では、「近未来、ドクターポークは、Mega64という機械で脳内を送りこみ、テレビゲームの世界に入った。」という設定になっているが、実際には街の中でテレビゲームのシーンを面白く再現する、という物。
テレビゲーム以外にも、トレーディングカードゲーム「マジック：ザ　ギャザリング」を取り上げている。
番組には、人物がカードをサラダにして食べる内容があった。
なお、まれに日本の大物ゲームクリエイターが登場し話題となっている。

## 作品
- テーマ(THEME)

Mega64のオープニング。
- シェンムー(SHENMUE)

テレビゲーム「シェンムー」を、街の中で再現。
- メタルギアソリッド(METAL GEAR)

テレビゲーム「メタルギアソリッド」を、街の中、店の中で再現。
- テトリス(TETRIS)

テトリスのL字ブロックが、街の中を歩き回る。
- 魔界村(GHOSTS N GOBLINS)

テレビゲーム「魔界村」を再現し、街の中でアーサーとゾンビが戦う。
- ヒットマン(HITMAN)

テレビゲーム「ヒットマン」を街の中で再現。
- ダウンタウン熱血物語(RIVER CITY RANSOM)

テレビゲーム「ダウンタウン熱血物語」を、街の中で再現。
- マジック:ザ・ギャザリング(MAGIC:THE GATHERING)

トレーディングカードゲーム「マジック：ザ・ギャザリング」を登場人物が遊ぶ。
- デッドライジング(DEAD RISING)

テレビゲーム「デッドライジング」の主人公の真似をしてショッピングモールでいたずらをしたり買い物客の写真を撮る。
- スーパーマリオブラザーズ(Super Mario Bros.)

テレビゲーム「スーパーマリオブラザーズ」のマリオとルイージを再現しようとした所、ある人物が登場し青ざめる。なお、リンクも登場しようとしたが、ある人物を見てすぐ隠れた。
- メタルギアソリッド4(METAL GEAR SOLID 4)

テレビゲーム「メタルギアソリッド4」を、街の中、店の中で再現している最中、ある人物と出会い青ざめるもある人物も乗り気で参加する。

## 登場人物
- ドクターポーク(Dr.Poque)
- ロッコー(Rocko)
- デーク(Derek)
- シャン(Sean)